# Izlučni turnir 2001. za svjetski kup u hokeju na travi za žene
10. izlučni turnir za svjetski kup u hokeju na travi za žene se održao od 17. do 30. rujna 2001.

## Mjesto održavanja
Održao se u Francuskoj, u Amiensu i Abbevilleu.

## Natjecateljski sustav
Sudjelovalo je dvanaest djevojčadi koje se bilo podijelilo ždrijebom u dvije skupine po šest sastava. 
Najboljih pet djevojčadi je izborilo pravo sudjelovanja na svjetskom kupu 2002. u Perthu u Australiji.
Izvorno je trebalo sudjelovati 16 djevojčadi, ali se na turniru natjecalo njih 14. Tih 14 se bilo podijelilo u dvije skupine po 7 sastava u pretkrugu. Najboljih 6 sastava se pridruživalo devetorici sastava koji su već osigurali sudjelovanje na SP-u: domaćinke i olimpijske pobjednice Australija, zatim Argentina, Kina, Njemačka, Nizozemska, Novi Zeland, Španjolska, JAR i Južna Koreja. 
Međunarodna hokejska federacija (FIH) je dala pravo SAD-u mogućnost izboriti pravo sudjelovati na 10. SP-u u Perthu, zbog posebnih okolnosti. SAD su bile odustale od turnira u Francuskoj iz sigurnosnih razloga nakon terorističkih napada na SAD 11. rujna. Zbog tih napada i posljedičnog poremećenja zračnog prijevoza (američke vlasti su zabranile letove), Amerikankama je bilo nemoguće doći na turnir.
Umjesto sudjelovanja na turniru, dobile su mogućnost izboriti se za sudjelovanje u doigravanju sa sedmoplasiranom djevojčadi s izlučnog turnira. Pobjednik tog međusobnog susreta je stjecao pravo otići na SP u Australiji 2002. 
Kenija je također odustala od natjecanja, ali ona je to učinila zbog novčarskih i logističkih problema.
Litvanski izabrani sastav se povukao s natjecanja pred sami kraj, nakon njihovog susreta s Irskom. Razlog tome je bila velika pogreška koju su napravili tehnički službenici Međunarodne hokejaške federacije u svezi s redoslijedom kojim se izvodilo kaznene udarce. Nakon prve serije udaraca, sastavi su bili izjednačeni. U tom trenutku je napravljena pogreška. Litva je dobila drugu seriju, no Irska je uložila formalni prosvjed. FIH-ova direktorica turnira, gđa Claire Peeters-Monseu iz Belgije je prihvatila prosvjed i odredila da se druga serija kaznenih udaraca održi sutradan prijepodne u 10 sati. Litva nije prihvatila direktoričinu odluku te nije izvela ponovljenu drugu seriju kaznenih udaraca.
Prema FIH-ovim pravilima, za svaki sastav koji odbije završiti susret će se smatrati da se povukao u toj fazi te će izgubiti susret o kojem se radilo. Stoga se Litvi nije dopustilo daljnje sudjelovanje u turniru. Mjesto koje bi Litvanke bile zauzele u konačnom poretku je ostalo praznim te ga se nitkome nije dodijelilo.

## Sudionice
| - Belgija - Kanada - Engleska - Francuska - Indija - Irska - Japan | - Kazahstan - Litva - Malezija - Rusija - Škotska - Ukrajina - Urugvaj |

## Sastavi

### Belgija
(1.) Daphné Heskin, (2.) Anne-Sophie De Scheemaeker, (3.) Charlotte De Vos, (4.) Isabelle Wagemans, (5.) Maïté Dequinze, (6.) Magali Demeyere, (7.) Olivia Bouche, (8.) Caroline Guisset, (9.) Sophie Turine, (10.) Valérie Van Elderen, (11.) An Christiaens, (12.) Tiffany Thys, (13.) Caroline Cuylits, (14.) Céline Robiette, (15.) Barbara Dequinze, (16.) Elke Mertens, (17.) Anne-Sophie Van Regemortel,  (18.) Miek Vandevenne.

### Kanada
(3.) Lisa Faust, (4.) Amy MacFarlane, (5.) Deb Cuthbert, (6.) Jenny Johnson, (7.) Sue Tingley, (8.) Aoibhinn Grimes, (9.) Julia Wong, (10.) Kristen Taunton, (11.) Karen MacNeill, (12.) Carla Somerville, (13.) Laurelee Kopeck, (15.) Michelle Bowyer, (16.) Becky Price, (19.) Andrea Rushton, (20.) Kelly Rezansoff, (22.) Emily Rix, (23.) Amy Agulay (vratarka), (30.) Krista Thompson (vratarka). Trener: Graeme "Butch" Worth.

### Engleska
(1.) Anna Bennett, (2.) Jennie Bimson, (3.) Sarah Blanks, (5.) Melanie Clewlow (kapetanica), (6.) Tina Cullen, (7.) Helen Grant, (9.) Leisa King, (10.) Denise Marston-Smith, (11.) Purdy Miller, (12.) Mandy Nicholson, (13.) Carolyn Reid (vratarka), (16.) Hilary Rose (vratarka), (17.) Jane Smith, (18.) Rachel Walker, (19.) Kate Walsh, (21.) Lucilla Wright, (24.) Kerry Moore, (26.) Frances Houslop,  (27.) Isabel Palmer. Trener: Tricia Heberle.

### Francuska
Muriel Lazennec, Caroline Delloye, Peguy Bergere, Gwenselle Dutel, Aurelie Morin 

### Indija
Tingonleima Chanu (vratarka i kapetanica), Helen Mary (vratarka), Amandeep Kaur, Suman Bala, Kanti Baa, Sita Gussain, Sumrai Tete, Agnecia Lugun, Masira Surin, Neha Singh, Manjinder Kaur, Jyoti Sunita Kullu, Sanggai Chanu, Suraj Lata Devi, Ngasepam Pakpi Devi, Adline Kerketta, Mamta Kharab, Surinder Kaur. Trener: Ajay Kumar Bansal.

### Irska
(1.) Tara Browne (vratarka), (2.) Angela Platt (vratarka), (3.) Arlene Boyles, (4.) Jenny Burke, (5.) Linda Caulfield, (6.) Eimear Cregan, (7.) Karen Humphreys, (8.) Rachael Kohler, (9.) Laura Lee, (10.) Pamela Magill, (11.) Jenny McDonough, (12.) Cathy McKean, (13.) Claire McMahon, (14.) Lynsey McVicker, (15.) Ciara O'Brien, (16.) Jill Orbinson, (17.) Sarah Rand,  (18.) Daphne Sixsmith. Trener: Riet Kuper.

### Japan
(1.) Nami Miyazaki (vratarka), (2.) Keiko Miura, (3.) Asuka Chiba, (5.) Sachimi Iwao, (6.) Natsumi Hori, (7.) Yuka Ogura, (8.) Sakae Morimoto, (9.) Akemi Kato, (10.) Naoko Saito, (11.) Toshi Tsukui, (12.) Rie Terazono, (13.) Chie Kimura, (14.) Kaori Chiba, (16.) Yukari Yamamoto, (17.) Yukiko Suzuki, (19.) Emiko Yokota, (21.) Yuko Morishita,  (22.) Akiko Kitada. Trener: Kazunori Kobayashi.

### Kazahstan
(1.) Nadežda Sumkina (vratarka), (3.) Galyna Karabalinova, (4.) Olga Kikeljeva, (5.) Oksana Berkalijeva, (6.) Ekaterina Žukalina, (7.) Elena Svirskaja, (8.) Ainura Mutalljapova, (9.) Elena Apelganec, (10.) Elena Lind, (11.) Gulnara Imangalijeva, (12.) Tatjana Marčenko (kapetanica), (13.) Olga Apelganec, (14.) Olga Šelomanova, (15.) Natalija Podšivalova, (16.) Marija Tussubžanova (vratarka),  (18.) Natalija Drjamova.

### Litva
Dalia Petrutyte, Giedre Gaidamavičiute, Aurelija Kubilinskiene, Joana Guibinaite, Jursta Zvinklyte, Ausra Janutaite, Virginija Čaikauskiene 

### Malezija
(1.) Lim Siew Gek, (2.) Catherine Lumbor, (3.) Norhaliza Abdul Rahman, (4.) Norfaraha Hashim, (6.) Rosmimi Jamalani, (7.) Lisa Ludong, (8.) Daring Nyokin, (9.) Devaleela Devadasan, (10.) Mary Along, (11.) Che Inan Melati Che Ibrahim, (12.) Hamidah Birang, (13.) Munaziah Mulim, (14.) Norsaliza Ahmad Soobni, (15.) Norliza Sahli, (16.) Ernawati Mahmood, (18.) Angela Kais, (20.) Ayu Afnida Hamdani,  (21.) Vimala Subramaniam.

### Rusija
Galina Basajčuk, Elena Polovkova, Olga Veljmatkina, Tatjana Vasjukova, Natalija Kravčenko, Natalija Dobrohotova, Marina Čegurdajeva, Ekaterina Rastorgujeva, Irina Sviridova, Ekaterina Kravčenko

### Škotska
Rhona Simpson, Sue MacDonald, Sue Fraser, Linda Clement, Claire Lampard, Alison Grant 

### Ukrajina
(1.) Viktorija Kotljarenko (vratarka), (2.) Fjeridje Biljalova, (3.) Ajše Ramazanova, (4.) Olena Friče, (5.) Iryna Knjazeva, (6.) Dijana Tahijeva, (7.) Marina Dudko, (8.) Tetjana Kobzenko (kapetanica), (9.) Svitlana Kolomjec, (10.) Olena Myhalčenko, (11.) Natalija Vasjukova, (12.) Žanna Savenko, (13.) Marina Litvinčuk, (14.) Tetjana Salenko, (15.) Svitlana Petrenko, (16.) Olga Fisjun, (17.) Maryna Pyrohova,  (18.) Ljudmyla Vyhanjajlo. Trener: Tetjana Žuk. 

### Urugvaj
(1.) Andrea Fazzio (vratarka), (2.) Eugenia Chiara, (3.) Bettiana Ceretta, (4.) Agustina Carbone, (5.) Florencia Castagnola (kapetanica), (6.) Patricia Bueno, (7.) Maria Ines Raiz, (8.) Rosario de los Santos, (9.) Ana Hernández, (10.) Patricia Carluccio, (11.) Virginia Silva, (12.) Rosanna Paselle (vratarka), (13.) Adriana Boullosa, (14.) Carla Margni, (15.) Virginia Casabo, (16.) Laura Pradines, (17.) Veronica Tutte,  (18.) Eleonora Rebollo. Trener: Jorge Norvay.

## Rezultati prvog dijela natjecanja
Ove djevojčadi su se plasirale na završni turnir. 

      Ove djevojčadi doigravaju za poredak od 5. do 8. mjesta radi određivanja iduća dva sudionika koji će ići na završni turnir. 

Preostali sastavi doigravaju za poredak od 9. do 14. mjesta., u kojem djevojčadi koji završe zadnje u svojim skupinama će doigravati za 13. mjesto.
      Budući da se turnir igrao u dva grada, susreti označeni bojom su se igrali u Abbevilleu.

### Skupina "A"
| 17. rujna 11:00        |       |         |  |
| Indija                 | 2 : 0 | Urugvaj |  |
| Gusain 20.' Kullu 21.' |       |         |  |

| 17. rujna 13:30                                                         |       |                                                          |  |
| Ukrajina                                                                | 6 : 4 | Kazahstan                                                |  |
| Savenko 4.', 29.' Kolomjec 24.' Kobzenko 30.' Friče 50.' Vasjukova 64.' |       | Svirskaja 32.' (k.u.), 64.' (k.u.) Šelomanova 48.', 51.' |  |

| 17. rujna 17:00 |       |                                          |  |
| Francuska       | 0 : 4 | Engleska                                 |  |
|                 |       | Bennett 13.' Wright 37.' King 43.', 50.' |  |

| 19. rujna 10:30      |       |         |  |
| Kazahstan            | 2 : 0 | Urugvaj |  |
| Apelganec 44.', 64.' |       |         |  |

| 19. rujna 13:00 |       |        |  |
| Irska           | 1 : 0 | Indija |  |
| Kohler 31.'     |       |        |  |

| 19. rujna 18:00            |       |                                                                           |  |
| Ukrajina                   | 2 : 6 | Engleska                                                                  |  |
| Kobzenko 32.' Selanko 67.' |       | Clewlow 11.', 23.' Blanks 17.' Smith 24.' (k.u.), 64.' (k.u.) Cullen 41.' |  |

| 20. rujna 13:00                            |       |         |  |
| Irska                                      | 6 : 0 | Urugvaj |  |
| Burke (4 strijelci) McVicker (2 strijelci) |       |         |  |

| 20. rujna 18:00                                       |       |                                  |  |
| Ukrajina                                              | 4 : 3 | Francuska                        |  |
| Biljalova 2.' Kobzenko 5.' Kolomjec 19.' Savenko 22.' |       | Lazennec 27.', 57.' Delloye 40.' |  |

| 20. rujna 20:30 |       |           |  |
| Engleska        | 1 : 0 | Kazahstan |  |
| Lind 57.'       |       |           |  |

| 22. rujna 13:00     |       |                            |  |
| Indija              | 2 : 2 | Ukrajina                   |  |
| Kaur 26.' Bala 58.' |       | Kolomjec 13.' Savenko 39.' |  |

| 22. rujna 15:30 |       |           |  |
| Francuska       | 0 : 0 | Kazahstan |  |
|                 |       |           |  |

| 22. rujna 18:00         |       |       |  |
| Engleska                | 2 : 0 | Irska |  |
| Miller 24.' Walker 58.' |       |       |  |

| 23. rujna 13:00 |       |                                             |  |
| Urugvaj         | 1 : 4 | Ukrajina                                    |  |
| Hernandez 65.'  |       | Bilajova 29.' Friče 31.' Savenko 35.', 41.' |  |

| 23. rujna 18:00 |       |       |  |
| Francuska       | 1 : 0 | Irska |  |
| Bergere 56.'    |       |       |  |

| 23. rujna 20:30     |       |            |  |
| Engleska            | 2 : 1 | Indija     |  |
| King 9.' Smith 24.' |       | Kullu 50.' |  |

| 25. rujna 10:30 |       |              |  |
| Kazahstan       | 0 : 1 | Irska        |  |
|                 |       | McVicker 7.' |  |

| 25. rujna 15:30 |       |                                                                   |  |
| Francuska       | 0 : 5 | Indija                                                            |  |
|                 |       | Kharb 10.', 70.' Maimom Chanu 51.' Kullu 58.' (k.u.), 65.' (k.u.) |  |

| 25. rujna 18:00 |       |                                                         |  |
| Urugvaj         | 0 : 5 | Engleska                                                |  |
|                 |       | Bimson 7.' King 9.' Smith 25.' Cullen 35.' Clewlow 55.' |  |

| 26. rujna 13:00 |       |               |  |
| Irska           | 1 : 1 | Ukrajina      |  |
| Orbinson 48.'   |       | Kobzenko 38.' |  |

| 26. rujna 15:30                                    |       |           |  |
| Indija                                             | 4 : 0 | Kazahstan |  |
| Kaur 16.' A. Kaur 21.' Maimom Chanu 32.' Bala 37.' |       |           |  |

| 26. rujna 18:00 |       |                                     |  |
| Urugvaj         | 0 : 3 | Francuska                           |  |
|                 |       | Dutel 15.' Lazennec 32.' Morin 68.' |  |

Ljestvica skupine "A" poslije prvog dijela natjecanja: 
| Djevojčad | Ut | Pb | N | Pz | Pr | Ps | RP  | Bod |
| --------- | -- | -- | - | -- | -- | -- | --- | --- |
| Engleska  | 6  | 6  | 0 | 0  | 20 | 3  | +17 | 18  |
| Ukrajina  | 6  | 3  | 2 | 1  | 19 | 17 | +2  | 11  |
| Indija    | 6  | 3  | 1 | 2  | 14 | 5  | +9  | 10  |
| Irska     | 6  | 3  | 1 | 2  | 9  | 4  | +5  | 10  |
| Francuska | 6  | 2  | 1 | 3  | 7  | 13 | –6  | 7   |
| Kazahstan | 6  | 1  | 1 | 4  | 6  | 12 | –6  | 4   |
| Urugvaj   | 6  | 0  | 0 | 6  | 1  | 22 | –21 | 0   |

### Skupina "B"
| 18. rujna 13:00 |       |                                                                 |  |
| Belgija         | 0 : 5 | Japan                                                           |  |
|                 |       | Morimoto 30.', 42.' Tsukui 38.' Morishita 50.' Iwao 59.' (k.u.) |  |

| 18. rujna 15:30                    |       |                            |  |
| Litva                              | 2 : 2 | Škotska                    |  |
| Petrutyte 32.' Gaidamavičiute 53.' |       | Simpson 7.' MacDonald 23.' |  |

| 18. rujna 18:00 |       |               |  |
| Kanada          | 0 : 1 | Rusija        |  |
|                 |       | Basajčuk 24.' |  |

| 19. rujna 15:30              |       |       |  |
| Japan                        | 3 : 0 | Litva |  |
| Miura 15.', 57.' Kitada 19.' |       |       |  |

| 19. rujna 18:00                                      |       |        |  |
| Škotska                                              | 4 : 0 | Rusija |  |
| Polovkova 32.', 55.' Veljmatkina 43.' Vasjukova 57.' |       |        |  |

| 19. rujna 20:30                       |       |            |  |
| Kanada                                | 4 : 1 | Malezija   |  |
| MacNeill 15.' Grimes 29.', 50.', 54.' |       | Mulim 47.' |  |

| 21. rujna 10:30 |       |                                     |  |
| Malezija        | 1 : 3 | Škotska                             |  |
| Sahli 42.'      |       | Fraser 2.' Simpson 9.' Clement 56.' |  |

| 21. rujna 13:00 |       |                       |  |
| Japan           | 1 : 1 | Rusija                |  |
| Miura 36.'      |       | Kravčenko 16.' (k.u.) |  |

| 21. rujna 18:00                               |       |         |  |
| Kanada                                        | 4 : 0 | Belgija |  |
| Tingley 7.', 17.' MacNeill 47.' Rezanoff 65.' |       |         |  |

| 22. rujna 13:00 |       |                                               |  |
| Malezija        | 0 : 6 | Japan                                         |  |
|                 |       | Iwao 3.', (1) Miura 16.', 42.', 54.' Morimoto |  |

| 22. rujna 18:00                 |       |                                                 |  |
| Kanada                          | 2 : 3 | Litva                                           |  |
| Price 24.' Cuthbert 46.' (k.u.) |       | Kubilinskiene 10.', 47.' Guibinaite 36.' (k.u.) |  |

| 22. rujna 20:30                                     |       |         |  |
| Škotska                                             | 4 : 0 | Belgija |  |
| MacDonald 26.' Lampard 44.' Grant 56.' Simpson 61.' |       |         |  |

| 24. rujna 10:30                                  |       |         |  |
| Litva                                            | 3 : 0 | Belgija |  |
| Petrutyte 20.' Zvinklyte 32.' Kubulinskiene 55.' |       |         |  |

| 24. rujna 13:00                                                                                            |       |            |  |
| Rusija | 8 : 1 | Malezija   |  |
| Kravčenko 20.' (k.u.) Dobrohotova 26.' Čegurdajeva 31.' Rastorgujeva 33.', 45.', 64.' Polovkova 62.', 69.' |       | Soobni 7.' |  |

| 24. rujna 18:00 |       |         |  |
| Japan           | 1 : 0 | Škotska |  |
| Miura 61.'      |       |         |  |

| 25. rujna 13:00 |       |                           |  |
| Rusija | 9 : 2 | Belgija                   |  |
| Sviridova 17.', 53.' Basajčuk 21.', 68.' Kravčenko 44.', 54.' (k.u.) Čegurdajeva 47.' Veljmatkina 49.' E. Kravčenko 57.' |       | Demeyere 26.' Bouche 29.' |  |

| 25. rujna 15:30                                                    |       |                  |  |
| Litva                                                              | 4 : 1 | Malezija         |  |
| Gaidamavičiute 1.' Kubilinskiene 7.' Petrutyte 27.' Janutaite 69.' |       | Che Ibrahim 64.' |  |

| 25. rujna 18:00 |       |               |  |
| Kanada          | 0 : 1 | Japan         |  |
|                 |       | Morimoto 15.' |  |

| 27. rujna 10:00                    |       |                   |  |
| Rusija                             | 2 : 1 | Litva             |  |
| Kravčenko 6.' (k.u.) Basajčuk 32.' |       | Čaikauskiene 66.' |  |

| 27. rujna 13:00                                           |       |                                                              |  |
| Belgija                                                   | 4 : 5 | Malezija                                                     |  |
| Bouche 2.' Tiffany 35.' Van Regemortel 39.' Dequinze 61.' |       | Soobni 12.' Devadasan 16.', 48.' Mulim 42.' Che Ibrahim 68.' |  |

| 27. rujna 15:30           |       |        |  |
| Škotska                   | 2 : 0 | Kanada |  |
| Simpson 10.', 59.' (k.u.) |       |        |  |

Ljestvica skupine "B" poslije prvog dijela natjecanja: 
| Djevojčad | Ut | Pb | N | Pz | Pr | Ps | RP  | Bod |
| --------- | -- | -- | - | -- | -- | -- | --- | --- |
| Rusija    | 6  | 5  | 1 | 0  | 25 | 5  | +20 | 16  |
| Japan     | 6  | 5  | 1 | 0  | 19 | 1  | +18 | 16  |
| Litva     | 6  | 3  | 1 | 2  | 13 | 10 | +3  | 10  |
| Škotska   | 6  | 3  | 1 | 2  | 11 | 8  | +3  | 10  |
| Kanada    | 6  | 2  | 0 | 4  | 10 | 8  | +2  | 6   |
| Malezija  | 6  | 1  | 0 | 5  | 9  | 29 | –20 | 3   |
| Belgija   | 6  | 0  | 0 | 6  | 6  | 30 | –24 | 0   |

## Rezultati drugog dijela natjecanja
Doigravanja za poredak.

### Za 13. mjesto
| 29. rujna 08:00 |       |                                    |  |
| Urugvaj         | 0 : 3 | Belgija                            |  |
|                 |       | Christiaens 55.', 68.' Turine 70.' |  |

### Doigravanje za poredak od 9. – 12. mjesta
| 29. rujna 10:30 |       |          |  |
| Francuska       | 4 : 0 | Malezija |  |
|                 |       |          |  |

| 29. rujna 20:00                                          |       |                  |  |
| Kanada                                                   | 5 : 1 | Kazahstan        |  |
| MacNeill 4.', 56.', 60.' Taunton 24.' (k.u.) Kopeck 31.' |       | Shelomanova 57.' |  |

- za 11. mjesto

| 30. rujna 08:35 |       |           |  |
| Malezija        | 2 : 5 | Kazahstan |  |
|                 |       |           |  |

- za 9. mjesto

| 30. rujna 11:00                        |       |                     |  |
| Francuska                              | 3 : 2 | Kanada              |  |
| Llobet 21.' Brechon 55.' Lazennec 66.' |       | MacNeill 45.', 47.' |  |

### Doigravanje za poredak od 5. – 8. mjesta
| 29. rujna 13:00 |       |       |  |
| Litva           | 2 : 2 | Irska |  |
|                 |       |       |  |

| 29. rujna 20:00 |                    |                             |  |
| Indija          | 1 : 2 (produžetci) | Škotska                     |  |
| Kharab 7'       |                    | Valentine 27.' Simpson 82.' |  |

- za 7. mjesto

| 30. rujna 13:00 |   |       |  |
| Indija          | : | Litva |  |
|                 |   |       |  |

- za 5. mjesto

| 30. rujna 13:00 |                    |                             |  |
| Škotska         | 1 : 2 (produžetci) | Irska                       |  |
| Grant 7.'       |                    | Orbinson 54.' McVicker 77.' |  |

## Za odličja

### Poluzavršnica
| 29. rujna 15:30          |       |          |  |
| Engleska                 | 2 : 1 | Japan    |  |
| Cullen 38.' Bennett 48.' |       | Kato 8.' |  |

| 29. rujna 15:30 |       |        |  |
| Ukrajina        | 1 : 2 | Rusija |  |
|                 |       |        |  |

### za 3. mjesto
| 30. rujna 15:30 |                              |          |  |
| Japan           | 1 : 1 (3 : 4) (raspucavanje) | Ukrajina |  |
|                 |                              |          |  |

### Završnica
| 30. rujna 18:00                                  |       |        |  |
| Engleska                                         | 4 : 0 | Rusija |  |
| Walsh 16.', 38.' Clewlow 65.' Marston-Smith 69.' |       |        |  |

## Završni poredak
| Mj. | Djevojčad                                       |
| --- | ----------------------------------------------- |
| 1.  | Engleska                                        |
| 2.  | Rusija                                          |
| 3.  | Ukrajina                                        |
| 4.  | Japan                                           |
| 5.  | Irska                                           |
| 6.  | Škotska                                         |
| 7.  | Indija                                          |
| 8.  | (ispražnjeno jer je Litva napustila natjecanje) |
| 9.  | Francuska                                       |
| 10. | Kanada                                          |
| 11. | Kazahstan                                       |
| 12. | Malezija                                        |
| 13. | Belgija                                         |
| 14. | Urugvaj                                         |

## Nagrade i priznanja
| najbolja igračica  | najbolja mlada igračica |
| ------------------ | ----------------------- |
| Marina Čegurdajeva | Sanggai Chanu           |

## Zanimljivosti
- najboljih 6 sastava: Engleska, Rusija, Ukrajina, Japan, Irska i Škotska su izborile pravo sudjelovati na SP-u 2002. u australskom Perthu
- Litva se povukla iz završnih natjecanja, tako da formalno nije ušla u završni poredak. Mjesto je ostalo praznim i stoga ga se nije dodijelilo nikojoj drugoj sudionici.

## Doigravanje SAD-a i Indije
Sedmoplasirana Indija je odigrala tri susreta  sa SAD-om.
Pobjednice iz ovog susreta su zadnje osiguravale pravo sudjelovati na SP-u 2002.
Susreti su se odigrali u Cannock Hockey Clubu u Engleskoj, od 22. do 25. lipnja 2002. 
Nakon dva neriješena susreta (1 : 1), SAD su pobijedile u trećem s 3 : 1.
| 22. lipnja |       |            |  |
| SAD        | 1 : 1 | Indija     |  |
| Fuchs 51.' |       | Kharb 10.' |  |

| 23. lipnja |       |              |  |
| SAD        | 1 : 1 | Indija       |  |
| Fuchs 22.' |       | M. Kaur 48.' |  |

| 25. lipnja                   |       |            |  |
| SAD                          | 3 : 1 | Indija     |  |
| Fuchs 36.', 49.' Gannon 38.' |       | Kullu 19.' |  |